# Alicia Otaegui
Alicia Otaegui (Pamplona, 1963) é uma artista plástica e designer de interiores espanhola. Seu trabalho desenvolve-se entre a arte conceptual, a poesia visual, a arquitectura efémera e a arte inclusivo-social.

## Trajectória
Deu-se a conhecer com os seus trabalhos realizados a partir de materiais reciclados, realizando numerosas exposições individuais,  colaborando em cenografias teatrais e decorações de cinema e televisão publicitária.  Tem levado a cabo instalações artísticas com resíduos domésticos na Ponte das Oblatas e nos depósitos de água de Mendillorri, que se unem às realizadas na estação ferroviária de Caldearenas (Huesca), no Palácio do Condestável, na Universidade Pública de Navarra, na fachada do Teatro Gayarre ou na sede do Colégio Oficial de Arquitectos Basco-Navarro. Tem colaborado em cenografias teatrais e decorações de cinema e televisão publicitária. Também tem dirigido oficinas criativas para meninos e adultos relacionadas com a arte, a educação e a reciclagem.  Actualmente coordena o programa expositivo do Teatro Gayarre. O fundo artístico do Parlamento de Navarra adquiriu em 2010 a sua obra "Zapateado", que fez parte da exposição comemorativa do centenário do violinista navarro Pablo Sarasate.